# Andrea di Totma
Andrea di Totma (Oblast' di Vologda, 1638 – Tot'ma, 1673) fu un asceta russo venerato come santo dalla Chiesa ortodossa russa.

## Biografia
Nato nel 1638 nel villaggio di Ust-Tolshma, nell'Oblast' di Vologda, decise di abbandonare fin dall'infanzia il mondo materiale per dedicarsi unicamente alla preghiera e alla predicazione. Incoraggiato nel suo intento da Stefano, egumeno del monastero della Resurrezione di Galič, Andrea iniziò dopo pochi anni la vita di "Stolto in Cristo", appellativo con cui erano indicati tutti coloro che, simulando la pazzia e vivendo di elemosine, cercavano di arrivare a condividere la Passione di Gesù. Visse da allora vagabondando nei dintorni della propria città natale, sita sulle rive del fiume Sukhona. 
Secondo le agiografie del santo, di cui fonte principale è il Sinassario a lui dedicato, Andrea improntò la propria esistenza alla più stretta povertà, camminando a piedi nudi sia d'estate che d'inverno, vestendosi unicamente di stracci e mangiando pane e acqua ma in così piccola quantità da sfiorare più volte la morte per inedia. Tutto ciò che gli veniva donato, da lui ritenuto non strettamente necessario, lo cedeva ai poveri.

## Culto
Era ritenuto capace di chiaroveggenza. Leggenda vuole che avesse saputo il giorno e l'ora della propria morte e che, poco prima di spirare, si sia recato sui propri piedi alla divina liturgia, per ricevere per l'ultima volta l'Eucaristia.
Sopra la sua tomba fu costruita una torre campanaria dedicata a Sant'Andrea Stratelate (commemorato il 18 agosto) con il quale condivideva il nome.
Viene ricordato il 10 ottobre.
Al santo furono attribuiti un gran numero di miracoli sia da vivo che dopo la sua morte. Se ne riporta di seguito il più famoso, citato dalle agiografie del santo:
- un inverno, un uomo di nome Azhibokai, cieco dalla nascita, giunse da Andrea supplicandolo di farlo guarire dalla propria malattia e offrendosi di ricompensarlo con una gran quantità di denaro. A quella richiesta il santo si allontanò e Azhibokai, inginocchiatosi, bagnò i suoi occhi con la neve calpestata poco prima da Andrea e riacquistò immediatamente il dono della vista.